# Ópera y Ballet Nacional de Bulgaria

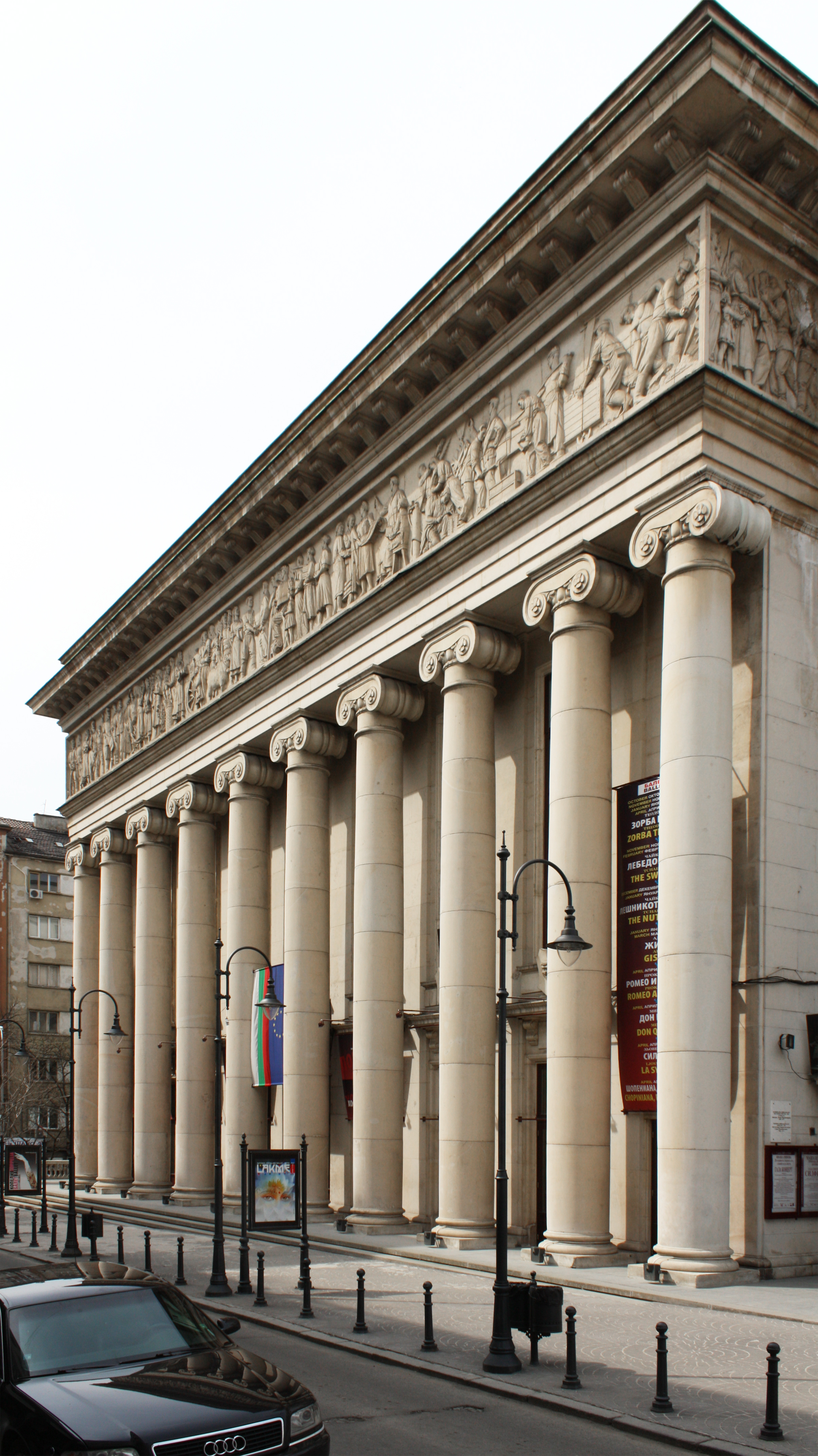
Fachada de la Ópera y Ballet Nacional.

La Ópera y Ballet Nacional (en búlgaro: Национална опера и балет, Natsionalna opera i balet) es una institución cultural en Bulgaria dedicada a la ópera y al ballet. Tiene su sede en un impresionante edificio de Sofía, la capital de Bulgaria.
La primera compañía de ópera en Bulgaria se fundó en 1890 como parte de la Compañía de Drama y Ópera de la Capital. Las dos secciones se dividieron en 1891 para formar la compañía teatral Salza i Smyah y la Ópera Búlgara de la Capital. Fue, sin embargo, disuelta al año siguiente debido a la falta de fondos por parte del gobierno y dificultades financieras. 
La Sociedad de la Ópera de Bulgaria se creó en 1908 e hizo su primera representación a modo de prueba. La primera representación de toda una ópera tuvo lugar en 1909 — Pagliacci de Leoncavallo. También se presentaron entonces las primeras óperas en búlgaro, entre ellas Siromahkinya de Emanuil Manolov, Kamen i Tsena de Ivan Ivanov y Václav Kaucký, Borislav de Georgi Atanasov y Tahir Begovitsa por Dimitar Hadzhigeorgiev. 
Conforme la compañía evolucionó bajo el estilo y sistema de conjunto, el grupo permanente de solistas, coro, orquesta, ballet, grupos de producción y técnicos llegaron a diez estrenos de ópera y ballet por año, además de programas de concierto. Gradualmente, el repertorio básico de los clásicos de la ópera mundial se estableció al mismo tiempo en que el teatro comenzó a atraer a compositores búlgaros que crearon nuevas obras nacionales. Intérpretes del siglo XX como Nicolai Ghiaurov, Nicola Ghiuselev y Ghena Dimitrova comenzaron sus carreras dentro de la estructura de la Ópera Nacional, como hicieron cantantes posteriores como Irena Petkova.
La institución se hizo nacional en 1922 y cambió su nombre por el de Ópera Nacional. Se creó una compañía de ballet que dio su primera representación en el año 1928. La ópera cesó su actividad durante un tiempo después del bombardeo de Sofía de 1944, pero fue restaurada poco después con un significativo incremento de la dotación gubernamental.
El edificio del Ballet y Ópera Nacional fue diseñado en 1921 y construido en su mayor parte entre 1947 y su apertura en 1953.
En 2000, la compañía fue una de las organizadoras de la 12.ª Competición internacional "Boris Christoff" para Jóvenes cantantes de ópera, con la idea de atraer a un público más joven y apoyar a los cantantes jóvenes.